# Wincenty Buczyński
Wincenty Buczyński krypt.: D. W. A...; X. W. B., (ur. 17 marca 1789 w Hirówce na Litwie, zm. 29 marca 1853 w Louvain) – polski jezuita, teolog, filozof i krytyk literacki. 

## Życiorys
Buczyński wstąpił do zakonu jezuitów 20 stycznia 1805 w Dyneburgu (nowicjat do roku 1807), święcenia kapłańskie uzyskał w Połocku w roku 1814. Studiował w Połocku filozofię w latach 1806-1809 oraz teologię w latach 1815-1818. Profesor poetyki (1810-1814) i retoryki (1812-1814) w kolegium przy Akademii Połockiej. Redaktor i współzałożyciel Miesięcznika Połockiego, w latach 1818-1820 publikował na jego łamach utwory literackie. Od 1819 roku wykładał w Akademii Połockiej prawo naturalne narodów, ekonomię i historię polityczną oraz statystykę. Po wypędzeniu jezuitów z Rosji w 1820 roku był profesorem filozofii w Tarnopolu w latach 1821-1834, teologii moralnej i pastoralnej w Nowym Sączu (1834-1835), a po wyjeździe z Polski filozofię w kolegium jezuitów w Innsbrucku (przez 8 lat) oraz na uniwersytetach w Grazu (1835-1837) i w Linzu (1837-1848). Po rozwiązaniu zakonu jezuitów w monarchii austriackiej, gdzie był wizytatorem szkolnym (1843) w Małopolsce, w roku 1848 wyjechał do Belgii i wykładał filozofię w Namur oraz Leuven, gdzie zmarł 29 marca roku 1853.

## Twórczość
Autor licznych publikacji z zakresu filozofii.

### Ważniejsze utwory
- "Nad uwagami Jana Styczyńskiego o Pułtawie, poemacie bohatyrskim ks. N. Muśnickiego S. J., uwagi", Dziennik Wileński 1817, t. 5, s. 610-648 (podpisano krypt.: X. W. B.); wyd. osobne pt. "Rozbiór wiadomości pomieszczonych w recenzji poematu Pułtawa", Połock 1818 (podpisano krypt.: D. W. A...); na odpowiedź Styczyńskiego ogł.: "Na zarzuty J. Styczyńskiego przeciw obronie poematu ks. N. Muśnickiego pt. Pułtawa", Miesięcznik Połocki 1818, nr 2, s. 113-132
- "Rozprawa historyczna o słuszności wyroku, którym zakon templariuszów został zniesiony", Miesięcznik Połocki 1818, nr 9, s. 1-15
- Ćwiczenie się w nabożeństwie do Najświętszego Jezusowego Serca, Lwów 1838; wyd. 2 Poznań 1854
- Institutiones doctrinae religionis, in quibus principia philosophica ad veritates religionis applicantur conscriptae, Wiedeń 1842
- Institutiones philosophicae conscriptae, t. 1-3, Wiedeń 1843-1844.

Pisał ponadto: kazania, rozprawy i uwagi w jęz. polskim i łacińskim, m.in. w Miesięczniku Połockim.

### Przekłady
- K. Toul: Nauki tyczące się prawd wiary i powinności chrześcijańskich, wydane w języku francuskim dla pożytku wiernych wszelkiego stanu, na polski język przełożone, Lwów 1842.

### Listy
- Do W. Wielogłowskiego 2 listy z roku 1842, rękopis: Biblioteka PAN Kraków, sygn. 1834 k. 3-6.

## Literatura dodatkowa
- Ryszard Mienicki: Buczyński Wincenty. W: Polski Słownik Biograficzny. T. 3: Brożek Jan – Chwalczewski Franciszek. Kraków: Polska Akademia Umiejętności – Skład Główny w Księgarniach Gebethnera i Wolffa, 1937, s. 90. Reprint: Zakład Narodowy im. Ossolińskich, Kraków 1989, ISBN 83-04-03291-0
- T. 4: Oświecenie. W: Bibliografia Literatury Polskiej – Nowy Korbut. Warszawa: Państwowy Instytut Wydawniczy, 1966, s. 332-333.